# Drosophila brevissima
Drosophila brevissima är en tvåvingeart som beskrevs av Elmo Hardy 1965. Drosophila brevissima ingår i släktet Drosophila och familjen daggflugor.
Artens utbredningsområde är Hawaii.